# ミナルディ・M188
ミナルディ・M188 (Minardi M188) は、ジャコモ・カリーリとアルド・コスタが設計したフォーミュラ1カーで、1988年から1989年にかけてミナルディチームによって使用された。

## M188
ミナルディは前年を2シーズン目となるM186で戦っており、M188はチームにとって約2年ぶりの完全な新車であった。ターボエンジン禁止レギュレーションを1年後に控えた1988年、ミナルディはこれまで搭載していたモトーリ・モデルニ製V6ターボによるトラブル発生が多発していたこともあり、完走率向上を目指してV8NAエンジンのコスワース・DFZに変更。同年までF1のタイヤはグッドイヤーによる独占となっておりそれを装着した。
M188はフロントダンパーの配置に工夫を施されたミナルディの意欲作だった。特徴的なフロントダンパーの配置は、前年にベネトンのロリー・バーンがB187で採用した配置に似ており、左右のフロントダンパーを進行方向に向かって横向きにしてフロントノーズ上面で前後互い違いにオフセット配置し、プッシュロッドにより入力することによって省スペース化、モノコック全幅を少なくして細いフロントノーズを実現させる狙いがあった。カリーリ独自のものとして、シーズン開幕時にはコイルスプリングではなくトーションバーを用いたダンパーを採用。これをアンチロールバーで車高を調整する仕組みだった。
ドライバーは二年目となるエイドリアン・カンポスと、前年の国際F3000でタイトル争いをしたルイス・ペレス＝サラと新たに二年契約を結び、スペイン人コンビとなった。F1ルーキーのペレス＝サラはすぐにカンポスよりM188を速く走らせるようになると、カンポスは成績不振によって第5戦で解雇となり、レーサーを引退して母国スペインでの後進の育成に携わることとなった。カンポスの後任には1985年に在籍していたピエルルイジ・マルティニが呼び戻された。
マルティニは復帰戦となった第6戦デトロイトGP決勝で6位入賞し、M188はミナルディに初の選手権ポイントをもたらした。
8月の第10戦ハンガリーGPと第11戦ベルギーGPではダンパーをコイルスプリング方式に戻し、第12戦イタリアGP以後はタンパー配置も横向き前後オフセットではなくドライバーの足と同じ向きに並べられるオーソドックスな配置とするなど、継続して複数の研究・模索が続けられた。このイタリアGPからはサスペンションアームの形状を変更してホイールベースを従来より長めに変更するモデファイも施された。
コンストラクターズ・ランキングはマルティニの1ポイント獲得により10位を記録した。
シーズン終了後には、スバルがモトーリ・モデルニと手を組んで開発した水平対向12気筒エンジンをM188に搭載し、マルティニがシェイクダウンテストを行った。開発状況が良好な場合には次モデルであるM189にモトーリモデルニ・スバルを搭載する構想だったが、V型エンジンと比べると明らかに重量過多でありトラブルを多発。翌1989年途中までテストはされたが、結局ミナルディはスバルから手を引いた。このスバルエンジンは1年後の1990年にコローニが搭載したが、戦闘力を持たず第8戦で撤退となり、キャスピタが搭載する予定だったエンジンも中止となった。

## スペック

### シャーシ
- シャーシ名 M188
- ホイールベース 2690mm
- 重量 506 kg
- タイヤ グッドイヤー
- クラッチ AP
- ブレーキキャリパー AP
- ブレーキディスク・パッド SEP

### エンジン
- エンジン名 コスワースDFZ
- 気筒数・角度 V型8気筒・90度
- 排気量 3,494cc
- 出力 585馬力
- スパークプラグ マニエッティ・マレリ
- 燃料・潤滑油 アジップ

## M188B
1989年シーズンの開幕戦から第3戦モナコGPまでは前年の改良型であるM188Bを使用した。タイヤはこの年からサプライヤーとして再参入したピレリと新たに契約。エンジンはフォード・コスワース・DFRに変更された。ドライバーはペレス＝サラとマルティニのコンビが継続。2月の開幕前に行われたヘレス合同テストでは、エンジンをDFRに乗せ換えたM188Bは「意外な」速さを見せ、前年に同地で行われた1988年スペイングランプリ予選でアイルトン・セナが記録したPPタイムを上回り話題となった。
シーズンが始まると、マルティニは予選11位グリッドを二度記録するなどピレリのQタイヤ（予選用タイヤ）を活かした走りを見せたが、決勝では2人とも第3戦まで連続リタイヤを喫した。マルティニは全てメカニカルトラブル、ペレス＝サラは他車との接触とエンジントラブルによるリタイヤだった。
第4戦からは新車M189が投入されM188は役目を終えた。

## スペック

### シャーシ
- シャーシ名 M188B
- タイヤ ピレリ

### エンジン
- エンジン名 コスワースDFR
- 気筒数・角度 V型8気筒・90度
- 排気量 3,494cc
- 出力 595馬力以上

## F1における全成績
(key) （太字はポールポジション）
| 年     | シャシー | タイヤ | No | ドライバー | 1   | 2   | 3   | 4   | 5   | 6   | 7   | 8   | 9   | 10  | 11  | 12  | 13  | 14  | 15  | 16  | ポイント | 順位 |
| ------ | -------- | ------ | -- | ---------- | --- | --- | --- | --- | --- | --- | --- | --- | --- | --- | --- | --- | --- | --- | --- | --- | -------- | ---- |
| 1988年 | M188     | G      |    |            | BRA | SMR | MON | MEX | CAN | DET | FRA | GBR | GER | HUN | BEL | ITA | POR | ESP | JPN | AUS | 1        | 10   |
| 1988年 | M188     | G      | 23 | カンポス   | Ret | 16  | DNQ | DNQ | DNQ |     |     |     |     |     |     |     |     |     |     |     | 1        | 10   |
| 1988年 | M188     | G      | 23 | マルティニ |     |     |     |     |     | 6   | 15  | 15  | DNQ | Ret | DNQ | Ret | Ret | Ret | 13  | 7   | 1        | 10   |
| 1988年 | M188     | G      | 24 | ペレス     | Ret | 11  | Ret | 11  | 13  | Ret | NC  | Ret | DNQ | 10  | DNQ | Ret | 8   | 12  | 15  | Ret | 1        | 10   |
| 1989年 | M188B    | P      |    |            | BRA | SMR | MON | MEX | USA | CAN | FRA | GBR | GER | HUN | BEL | ITA | POR | ESP | JPN | AUS | 6        | 11   |
| 1989年 | M188B    | P      | 23 | マルティニ | Ret | Ret | Ret |     |     |     |     |     |     |     |     |     |     |     |     |     | 6        | 11   |
| 1989年 | M188B    | P      | 24 | ペレス     | Ret | Ret | Ret |     |     |     |     |     |     |     |     |     |     |     |     |     | 6        | 11   |

1988年
- コンストラクターズ10位。
- ドライバーズランキング-位：エイドリアン・カンポス（予選最高位22位1回 決勝最高位16位1回）第5戦まで参戦
- ドライバーズランキング16位：ピエルルイジ・マルティニ（予選最高位14位3回 決勝最高位6位1回）第6戦以降参戦
- ドライバーズランキング-位：ルイス・ペレス＝サラ（予選最高位11位1回 決勝最高位8位1回）

1989年
- コンストラクターズ10位。
- ドライバーズランキング14位：ピエルルイジ・マルティニ（予選最高位3位1回 決勝最高位5位2回）第15戦のみ欠場
- ドライバーズランキング26位：ルイス・ペレス＝サラ（予選最高位9位1回 決勝最高位6位1回）

## 参照
1. 1 2  Auto e Piloti del Minardi Team 1987 Modello M186 ミナルディ公式ウェブサイト
2. ↑  THE DESIGNER ミナルディM188のフロントセクション　グランプリ・エクスプレス '88GP号 頁 山海堂 1988年4月23日発行
3. ↑  好青年はスパニッシュ・ファイター ルイス・ペレス・サラインタビュー グランプリエクスプレス '88スペインGP号 10-11頁 1988年10月21日発行
4. ↑  カンポスの新しい人生　グランプリ・エクスプレス '88カナダGP号 28頁 1988年7月2日発行
5. ↑  マルティニはF1シートを失った後、ペレス＝サラと同様に国際F3000に参戦していた。
6. ↑  このエンジンは元々は高級スポーツカー、ジオット・キャスピタに搭載するために開発された。
7. ↑  ミナルディ・スバルMMの開発 6月に非公開の実車テストを予定 グランプリ・エクスプレス '89シーズン開幕直前号 6頁 1989年4月3日発行
8. ↑  テストで見たNA回帰元年激戦の証・ミナルディが速い! GPX '89シーズン歓待号 26頁 1989年3月13日発行
9. ↑  ミナルディ・M189でのポイントを含む。